# Crataegus chapmanii
Crataegus chapmanii là loài thực vật có hoa trong họ Hoa hồng. Loài này được (Beadle) Ashe mô tả khoa học đầu tiên năm 1899.